# Julien Tiersot
Jean Baptiste Élysée Julien Tiersot (5. juli 1857 i Bourg-en-Bresse—10. august 1936 i Paris) var en fransk musikforfatter.
Tiersot studerede medicin, senere musik og blev 1883 bibliotekar ved Pariserkonservatoriet. Siden udfoldede han en stor og fortjenstfuld virksomhed som musikforfatter; særlig gjaldt hans studier den franske folkevise (Histoire de la chanson populaire en France, 1889; Folkesange fra de franske Alper, 1903), men han beskæftigede sig også med ældre og nyere kunstmusik (Adam de la Halle, Rouget de Lisle, Hector Berlioz, Jean-Jacques Rousseau, Gluck etc.). Tiersot optrådte tillige som komponist blandt andet med bearbejdelser af folkeviser, som foredragsholder og som medarbejder ved talrige fagskrifter; af sine artikler udgav han en del i Un demi-siècle de musique française.